# Девід Арора
Девід Арора (англ. David Arora, народився в Індії, 23 жовтня 1953)  - американський міколог, натураліст, та письменник. Автор двох популярних довідників по збиранню грибів, «Mushrooms Demystified» («Гриби розтаємничені») та «All That the Rain Promises and More...» («Все, що обіцяє дощ, і ще більше...»).
Збирати гриби він почав ще в дитинстві, коли жив у Пасадені, Каліфорнія, а під час навчання в коледжі організував групу зі збирання грибів. Він почав вивчати дикі гриби на початку 1970-х, коли він жив у Санта Круз, Каліфорнія. Арора багато подорожував Північною Америкою та світом, фотографуючи, збираючи гриби та вивчаючи традиції збирання грибів та вплив збирання грибів на розвиток різних культур.
«Гриби розтаємничені» було вперше опубліковано у 1979 році, а у 1986 році перевидано у переглянутому та помітно розширеному вигляді. Хоча спочатку праця отримала негативні відгуки серед деяких академічних мікологів, ключ визначення грибів та описи видів були високо оцінені, а книга отримала рекомендації від численних авторів мікологічної літератури. Дещо менша книга «Все, що обіцяє дощ, і ще більше...» з'явилася у 1991 році.
Окрім довідників, він є автором кількох статей на теми аматорського та промислового збирання грибів, ролі диких грибів у економічному розвитку сільських громад, а також на теми конфліктів, пов'язаних з природоохоронними проблемами в зв'язку зі збиранням грибів.
Арора також є автором та співавтором кількох робіт з систематики грибів. У 1982 році він був співавтором ґрунтовного опису виду Квітохвісник Архера (Clathrus archeri), і вперше засвідчив його зростання у Північній Америці, рясне плодоношення цього виду на своїй батьківщині, у Санта Круз. У 2008 році він був основним автором двох праць, які забезпечили перегляд систематики каліфорнійської лисички та кількох видів комплексу Boletus edulis, знайдених в Каліфорнії. Каліфорнійська лисичка була описана як окремий вид, тоді як кілька видів каліфорнійських білих грибів було описано як окремі види або підвиди, Boletus edulis var. grandedulis, Boletus regineus  (раніше описаний як Boletus aereus), та Boletus rex-veris (раніше описаний як Boletus pinophilus). Гриб Agaricus arorae названий на честь Девіда Арори. У своїй книжці «Все, що обіцяє дощ, і ще більше...», Арора написав, що гриб "одразу 'кровоточить' при порізі, як і той, на честь кого він названий" , маючи на увазі здатність деяких видів Agaricus (включаючи A. arorae) до почервоніння при порізі чи натисканні.
При цитуванні ботанічної назви гриба для вказівки авторства Девід Арори використовується скорочення D. Arora